# C Kategoria
De C Kategoria is de 3de hoogste voetbaldivisie van Cyprus. De competitie bestaat uit 16 teams.
De bovenste drie teams promoveren naar de B Kategoria en de onderste drie degraderen naar het vierde niveau. In 2008 werd een aparte bekercompetitie voor teams op het derde en vierde niveau ingericht. Deelname daaraan is niet verplicht en de prijs bestaat uit een geldbedrag.

## Teams 2020-2021
| - Amathous - APEP - APONA - Chalkanoras - Elia - Elpida - ENAD - Ethnikos Assia - Iraklis - Kormakitis - MEAP - Olympiada Lympion - Omonio 29 Maiou - Ormideia - Oroklini T - Peyia |

## Kampioenen
| Seizoen | Winnaar                                         |
| ------- | ----------------------------------------------- |
| 1970-71 | Keravnos Strovolos                              |
| 1971-72 | Ethnikos Asteras Lemesou                        |
| 1972-73 | Neos Aionas Trikomou                            |
| 1973-74 | Iraklis Gerolakkou                              |
| 1974-75 | geen competitie                                 |
| 1975-76 | Ermis Aradippou                                 |
| 1976-77 | Akritas Chlorakas                               |
| 1977-78 | Adonis Idaliou                                  |
| 1978-79 | Orfeas Lefkosias                                |
| 1979-80 | Iraklis Gerolakkou                              |
| 1980-81 | KN Maroniton                                    |
| 1981-82 | Digenis Ipsona                                  |
| 1982-83 | ENTHOI Lakatamia                                |
| 1983-84 | Adonis Idaliou                                  |
| 1984-85 | Orfeas Athienou                                 |
| 1985-86 | APEP Pitsilia                                   |
| 1986-87 | Elpida Xylofagou                                |
| 1987-88 | Digenis Morphou                                 |
| 1988-89 | Digenis Ipsona                                  |
| 1989-90 | APEP Pelendriou                                 |
| 1990-91 | Othellos Athienou                               |
| 1991-92 | PAEEK                                           |
| 1992-93 | AEZ Zakakiou                                    |
| 1993-94 | Othellos Athienou                               |
| 1994-95 | Ethnikos Latsion                                |
| 1995-96 | Ermis Aradippou                                 |
| 1996-97 | Rotsidis Mammari                                |
| 1997-98 | AEZ Zakakiou                                    |
| 1998-99 | Chalkanoras Idaliou                             |
| 1999-00 | ENTHOI Lakatamia                                |
| 2000-01 | ASIL Lysi                                       |
| 2001-02 | SEK Ayiou Athanasiou                            |
| 2002-03 | PAEEK                                           |
| 2003-04 | APOP Kinyras Peyias                             |
| 2004-05 | SEK Ayiou Athanasiou                            |
| 2005-06 | AEM Mesogis                                     |
| 2006-07 | Ermis Aradippou                                 |
| 2007-08 | PAEEK                                           |
| 2008-09 | Akritas Chlorakas                               |
| 2009-10 | Chalkanoras Idaliou                             |
| 2010-11 | Ethnikos Assia                                  |
| 2011-12 | AEK Kouklion                                    |
| 2012-13 | Karmiotissa Pano Polemidion                     |
| 2013-14 | Elpida Xylofagou                                |
| 2014-15 | ENTHOI Lakatamia FC                             |
| 2015-16 | Akritas Chlorakas                               |
| 2016-17 | Podosfairikos Omilos Xylotymbou 2006            |
| 2017-18 | Onisilos Sotira 2014                            |
| 2018-19 | Digenis Morfou                                  |
| 2019-20 | Competitie afgebroken wegens de coronapandemie. |
| 2020-21 | Omonio 29 Maiou                                 |

## Beker van lagere divisies
| Seizoen   | Winnaar              | Uitslag      | Runner-up              | Stadion                          |
| --------- | -------------------- | ------------ | ---------------------- | -------------------------------- |
| 2008-2009 | Elpida Xylofagou     | 2-1 (nv)     | Digenis Oroklinis      | Dasaki Stadion                   |
| 2009-2010 | Chalkanoras Idaliou  | 1-0          | AEK Kouklion           | Geroskipou Stadion               |
| 2010-2011 | Ethnikos Assia       | 1-0          | ENAD Polis Chrysochous | GSP Stadion                      |
| 2011-2012 | Digenis Morfou       | 2-1 (nv)     | AEK Kouklia            | Parekklisia Stadion              |
| 2012-2013 | ENTHOI Lakatamia     | 1-0          | ENAD Polis Chrysochous | Polis Chrysochous Stadion        |
| 2013-2014 | Adonis Idaliou       | 2-0          | Elpida Xylofagou       | Dasaki Stadion                   |
| 2014-2015 | Akritas Chlorakas    | 1-0          | PAEEK                  | Yeroskipou Stadion               |
| 2015-2016 | Alki Oroklini        | 2-1          | PO Xylotymbou 2006     | Dasaki Stadion                   |
| 2016-2017 | PO Xylotymbou 2006   | 2-1          | Ethnikos Latsion       | AEK Arena - Georgios Karapatakis |
| 2017-2018 | Onisilos Sotira 2014 | 2-2 (4-2 np) | Akritas Chlorakas      | AEK Arena - Georgios Karapatakis |

Albanië ·
België (tot 2016 / vanaf 2016) · 
Bulgarije ·
Cyprus · 
Denemarken · 
Duitsland · 
Engeland · 
Estland · 
Finland · 
Frankrijk · 
Georgië · 
Gibraltar ·
Griekenland · 
Italië · 
Ierland · 
Kroatië · 
Luxemburg · 
Nederland · 
Noord-Ierland · 
Noord-Macedonië · 
Noorwegen · 
Oekraïne · 
Oostenrijk · 
Polen · 
Portugal · 
Roemenië · 
Rusland · 
Schotland · 
Servië · 
Slovenië · 
Slowakije · 
Spanje (tot 2021 / vanaf 2021) · 
Tsjechië (Moravië / Bohemen) ·
Turkije · 
Wales · 
Zweden · 
Zwitserland